# Xian de Lianghe
Le xian de Lianghe (梁河县 ; pinyin : Liánghé Xiàn) est un district administratif de la province du Yunnan en Chine. Il est placé sous la juridiction de la préfecture autonome dai et jingpo de Dehong.

## Démographie
La population du district était de 155 328 habitants en 1999.